# Claude Poinssot
Pour les articles homonymes, voir Poinssot.
Claude Poinssot, né le 8 mars 1928 à Tunis dans le protectorat français de Tunisie et décédé le 11 avril 2002 à Montgailhard dans l'Ariège, est un archéologue français. Il était le fils de l'archéologue Louis Poinssot.

## Activités
Claude Poinssot a été inspecteur des antiquités de Tunisie puis secrétaire général de la mission archéologique française de 1952 à 1960.
Il a ensuite fouillé le site archéologique de Dougga de 1952 à 1961 et a œuvré à l'inventaire des collections du musée national du Bardo, poursuivant cette tâche méthodique dans certains musées français comme inspecteur à la Direction des Musées de France.
Une partie des archives de Claude Poinssot est conservée à l'Institut national d'histoire de l'art.

## Publications
- Les ruines de Dougga, Tunis, Institut national d'archéologie et d'art, 1958.